# Пралунго
Пралу̀нго (на италиански: Pralungo; на пиемонтски: Pralongh, Пралонг) е малко градче и община в Северна Италия, провинция Биела, регион Пиемонт. Разположено е на 554 m надморска височина. Населението на общината е 2684 души (към 2010 г.).